# Петър Хаджииванов
 Тази статия е за българския офицер.  За предприемача вижте Петър Хаджииванов (предприемач).  
Петър Димитров Хаджииванов е български офицер (генерал-майор посмъртно), участник във Втората световна война като началник на щаба на Четвърта българска армия (1944) и на Първа българска армия (1944 – 1945).

## Биография
Роден е на 11 януари 1900 г. в шуменския квартал Араста. Завършва шуменската мъжка гимназия през 1914 г.

### Начална военна кариера
Постъпва във Военното училище в София през 1915 г. Завършва го успешно и на 4 октомври 1920 г. е произведен в чин подпоручик с първо назначение в Седми пехотен преславски полк в Шумен. През 1925 г. завършва и търговско-стопански науки в Свободния университет за политически и стопански науки, днес УНСС в София.
До началото на Втората световна война Хаджииванов служи последователно във Втора жандармерийска дружина, Двадесет и седми пехотен чепински полк, Двадесет и първи пехотен средногорски полк, Двадесет и четвърти пехотен черноморски полк, Първи артилерийски полк, Осемнадесети пехотен етърски полк, в щаба на Седма пехотна рилска дивизия като началник на разузнаваческа секция и началник на оперативна секция, издигайки се от подпоручик (27 ноември 1923 г.) през капитан (3 септември 1928 г.), до майор (6 май 1936 г.)
След завършване на Генерал-щабния отдел на Висшата военна академия през 1928 г. си проправя пътя към висшите офицерски звания. Фактор се оказва и членството във Военния съюз от 1928 г., участието във военния преврат на 19 май 1934 г., както и подкрепата му за преврата на 9 септември 1944 г.

### Втора световна война
На 6 май 1940 г. майор Хаджииванов е повишен в чин подполковник и е преместен на служба в София като началник на секция в Министерството на войната. След присъединяване на България към Тристранния пакт е изпратен на специализация в Берлин. На 14 септември 1943 г. е произведен в чин полковник, а през август 1944 г. поема ръководството на Шестнадесета пехотна дивизия в присъединената към България през 1941 г. Беломорска област, с център град Драма.
През септември 1944 г. България преориентира участието си във войната. Новият враг е бившият съюзник Германия. Този период (септември 1944 – май 1945 г.) е известен в българската историография като Отечествена война. През първата фаза за главнокомандващ на Четвърта българска армия е назначен генерал Боян Урумов, а за началник-щаб – полковник Хаджииванов. Частите на армията провеждат Брегалнишко-Струмишката настъпателна операция в днешна Република Македония, в направление Царево село-Щип-Велес за блокиране на германските части в този район.
През Втората фаза на войната България продължава участието си с Първа българска армия. Начело на нея е генерал Владимир Стойчев, а началник-щаб е полковник Хаджииванов.
В края на ноември 1944 г. частите са съсредоточени в района между реките Сава и Дунав. От 18 декември 1944 г. започва форсирането на Дунав. След това настъплението продължава към брега на р. Драва, южно от езерото Балатон в Унгария. На 6 март 1945 г. започва последната германска настъпателна операция през войната – Дравската. В жестоките 10-дневни боеве българските войници устояват на масирания германски натиск в района на селата Драва Соболч, Драва Чехи, Драва Полконя, Сабаш, Чифлик Седен. Съюзническото командване и лично главнокомандващият Трети украински полк маршал Фьодор Толбухин дават високи оценки на българските войски и лично на полковник Хаджииванов. На 16 март Дравската операция прераства в Мурска операция, след тежки боеве българските войници влизат в Австрия и достигат до района на Грац и Клагенфурт. Там се срещат с британските войски, освободили Западна Австрия.

### Дейност след войната
След завършването на войната полковник Хаджииванов е назначен за началник на Школата за запасни офицери (17 януари – 3 септември 1946), а по-късно е началник на Военната академия (1946 – 1948). На военна служба е до отстраняването му от армията през 1954 г.
Като офицер от запаса и военен пенсионер Хаджииванов се отдава на обществена дейност. Става член на Националния съвет на Отечествения фронт, на Съюза на българските журналисти, председател е на секция „Военна история“ от основаването ѝ. През 1962 г. е удостоен със званието „активен борец против фашизма и капитализма“. Редактор е на списание „Съвременна пехота“ и е автор на много статии в периодичния печат, както и на няколко монографии на военна тема. Мемоарната му книга „До Алпите с Първа българска армия“ е издадена и на унгарски език.
Петър Хаджииванов умира на 2 май 1984 г. в София.
След 1989 г. комисия на военното министерство разглежда дейността на офицера. Членовете на комисията излизат със становището, че е бил ощетен. Посмъртно на Петър Хаджииванов е присъдено генералско звание. В началото на май 2007 г. в Шумен, на мястото, където е била родната къща на генерала, е открита негова паметна плоча.

## Награди
За заслугите му в победите над германските войски по време на Втората световна война Петър Хаджииванов е удостоен с 2 български ордена „За храброст“, съветския орден „Отечествена война“ I ст., 2 унгарски ордена „Народна свобода“, югославския орден „Народна съпротива 1941 – 1944 г.“